# 东绒线胡同
39°54′11″N 116°22′49″E / 39.90296°N 116.38017°E
东绒线胡同是位于中国北京市西城区中部的一条胡同，现已拓宽为道路。

## 简介
东绒线胡同位于西长安街以南，为东西走向。在国家大剧院兴建之前，东绒线胡同东到人大会堂西路，西到北新华街，全长643米，平均宽度9米。2007年竣工的国家大剧院占据了东绒线胡同东段，东绒线胡同缩短为东到石碑胡同、兵部洼胡同交口处，西到北新华街。
明朝因该胡同西口有木板桥，故得名“板桥”。东段清朝称“张相公庙”，因同名庙宇而得名。朱一新《京师坊巷志稿》卷上记载：

张相公庙 
万历沈志：“张老相公庙在大时雍坊。”纪昀《泺阳续录》：“京师有张相公庙，士人或以为河神，然河神宜在沽水漷县间，京师非所治也。余谓唐张守圭、张仲武皆曾镇平卢，高适《燕歌行》，实为守圭作。一则曰战士军前半死生，美人帐下犹歌舞；再则曰君不见边庭征战苦，至今犹忆李将军。于守圭大有微词。仲武则摧破奚寇，有捍御保障之功。其露布今尚载《文苑英华》。以理推之，或士人立庙祀仲武，未可知也。”案：庙祀宋人张夏，碑记可征，纪说傅会，未足据也。毛奇龄《九怀词》：“张十一郎官者，宋护堤侯张六五老相公也。名夏，邑之坞里人，初以父亮为吴越时刑部尚书，入宋归命，遂由故任子起家，授工部郎中，既而海溢飓风发，钱塘萧山堤总坏，相公充护堤使者，统捍江五指挥使，护海堤有功，封护堤侯，乃以护漕，当决河覆舟，旗丁绕河觅相公不得，翼日有大鼋负尸浮于沙，巫者狂言相公已为神。”又纪氏笔记多寓言，今摭其征实者，著于篇，余不取。
后来，该胡同东西两段合并，统称为“板桥”。1911年后并入绒线胡同。后来又将双沟沿并入，使绒线胡同向东延伸到司法部。1965年，以北新华街为界，将绒线胡同分为东、西两段，分别命名为西绒线胡同、东绒线胡同。
东绒线胡同北侧有北京市西城区长安小学（北京市第二实验小学长安校区），原名东绒线胡同小学，原是清朝右翼宗学旧址。右翼宗学原先在西单以北的小石虎胡同，清朝乾隆十九年（1754年）迁移至此处。